# Arciprestazgo de Aranjuez
El Arciprestazgo de Aranjuez, es un arciprestazgo español que está bajo la jurisdicción del Obispado de Getafe y está compuesto por las siguientes parroquias:
| Parroquias                            |
| ------------------------------------- |
| Iglesia del Espíritu Santo            |
| Iglesia de la Virgen de las Angustias |
| Iglesia de San Antonio                |
| Iglesia de San Pascual                |